# Roma labdarúgó-válogatott
A cigány nép hivatalos labdarúgócsapata a roma labdarúgó-válogatott.

## Történelem
2015-ben játszottak, ahol az 5. helyen végeztek a 6-ból, a házigazda Székelyföld felett. Jó formát és ügyességet mutattak, és kevéssel maradtak alul Ellan Vanninnal és Padaniával szemben. 2016 januárja óta Milánó harmadik labdarúgócsapata, a Brera Calcio, amelynek elnöke Alessandro Aleotti, irányítja a Roma Nép válogatottját, mint eszközt a cigányok Európa-szerte zajló diszkriminációja elleni küzdelemhez.
A Brera Calcio új projektet indít, amelynek célja, hogy a labdarúgást a cigányok felfogásának megváltoztatására és tudatosságának növelésére használja. A futballklub együttműködik Dijana Pavlovic nemzetközi aktivistával, egy szerb útlevéllel rendelkező, Milánóban élő cigány színésznővel. A Brera Calcio munkatársai 18 európai országban választják ki ebből a bizonyos etnikumból azokat a játékosokat, akik büszkén viselik majd Európa legnagyobb etnikai kisebbsége, a „National” pólóit. A csapat edzője a Brera Calcio edzője, Andrea Mazza, és indultak a 2016-os ConIFA labdarúgó-világkupán.

### ConIFA labdarúgó-Európa-bajnokság
| Év        | Helyezés                  | M                         | Gy                        | D                         | V                         | RG                        | KG                        |
| --------- | ------------------------- | ------------------------- | ------------------------- | ------------------------- | ------------------------- | ------------------------- | ------------------------- |
| 2015      | Csoportkör                | 2                         | 0                         | 0                         | 3                         | 5                         | 7                         |
| 2017      | Nem jutott be             | Nem jutott be             | Nem jutott be             | Nem jutott be             | Nem jutott be             | Nem jutott be             | Nem jutott be             |
| 2019      | Nem jutott be             | Nem jutott be             | Nem jutott be             | Nem jutott be             | Nem jutott be             | Nem jutott be             | Nem jutott be             |
| 2021      | Nem került megrendezésre. | Nem került megrendezésre. | Nem került megrendezésre. | Nem került megrendezésre. | Nem került megrendezésre. | Nem került megrendezésre. | Nem került megrendezésre. |
| Összesen: | -                         | 2                         | 0                         | 0                         | 3                         | 5                         | 7                         |

## Fordítás
- Ez a szócikk részben vagy egészben  a   Romani people official football team című angol Wikipédia-szócikk fordításán alapul.  Az eredeti cikk szerkesztőit annak laptörténete sorolja fel. Ez a jelzés csupán a megfogalmazás eredetét és a szerzői jogokat jelzi, nem szolgál a cikkben szereplő információk forrásmegjelöléseként.